# Dialeto ocular
O dialeto ocular é o uso de uma grafia deliberadamente fora do padrão por parte do escritor, seja porque ele não considera a grafia padrão um bom reflexo da pronúncia ou porque pretende retratar o uso da linguagem informal ou de baixo status. O termo eye dialect foi cunhado por George Philip Krapp para se referir a uma técnica literária que implica a pronúncia padrão de uma determinada palavra que não é bem refletida pela grafia padrão dela, como wimmin para representar com mais precisão a pronúncia típica de women em inglês, que é [ˈwɪmɪn]. No entanto, o dialeto ocular também é comumente usado para indicar que a fala de um personagem é vernácula (fora do padrão), estrangeira ou sem instrução, muitas vezes para ser humorístico. Esta forma de ortografia não padronizada difere de outras porque uma diferença na ortografia não indica uma diferença na pronúncia de uma palavra. Ou seja, é um dialeto que é visto com os olhos, e não ouvido com os ouvidos.

## Exemplos
O romance Zazie dans le Métro foi escrito em francês , ignorando quase todas as convenções ortográficas francesas, já que o personagem principal é uma criança.